# Justo Mullor García
Justo Mullor García (Los Villares, Jaén, España, 8 de mayo de 1932-Roma, 30 de diciembre de 2016) fue un arzobispo español, nuncio en diferentes lugares y presidente emérito de la Academia Pontificia Eclesiástica.

## Vida

### Primeros años
Estudia en el Seminario Diocesano de Almería, siendo ordenado sacerdote el 8 de diciembre de 1954 por el cardenal Antonio Samorè. Posteriormente se traslada a estudiar a Roma, al Colegio Español, la Universidad Gregoriana y, desde 1957, en la Academia Pontificia Eclesiástica. En 1966 publica La nueva cristiandad, un estudio de tono optimista, cuyo planteamiento es deudor de las ideas de Jacques Maritain, Josemaría Escrivá y Pablo VI.
En 1967 comienza su actividad diplomática ocupando diversos puestos en las nunciaturas de Bruselas y Lisboa. En el año 1975 es nombrado, durante cuatro años, Observador Permanente de la Santa Sede ante el Consejo de Europa, permaneciendo durante la adhesión de España y Portugal.

### Arzobispo y nuncio
El 21 de marzo de 1979 es consagrado Arzobispo titular de Augusta Emerita por Juan Pablo II, tomando posesión el 27 de mayo. Posteriormente, el 22 de marzo, ocupa la Nunciatura apostólica de Costa de Marfil y el 2 de mayo es nombrado Pro-Nuncio de Burkina Faso y el 25 de agosto de Níger.
El 3 de mayo de 1985 es nombrado para la Secretaría de Estado de la Santa Sede, siendo observador permanente en Naciones Unidas en Ginebra y prestando su voz a países que no podían permitirse una representación.
El 30 de noviembre de 1991 se convierte en el primer Nuncio apostólico en Estonia, Lituania y Letonia. Un año más tarde, el 15 de abril de 1992 fue Administrador apostólico de Estonia y organizó la visita del papa en 1993.
El 28 de julio de 1994 es nombrado Arzobispo titular de Volsinium.
El 2 de abril de 1997 es nombrado Nuncio apostólico de México, donde organizó la visita del papa y trabajó en la normalización de las relaciones entre la Iglesia y el Estado.

### Presidente de la Academia Pontificia Eclesiástica

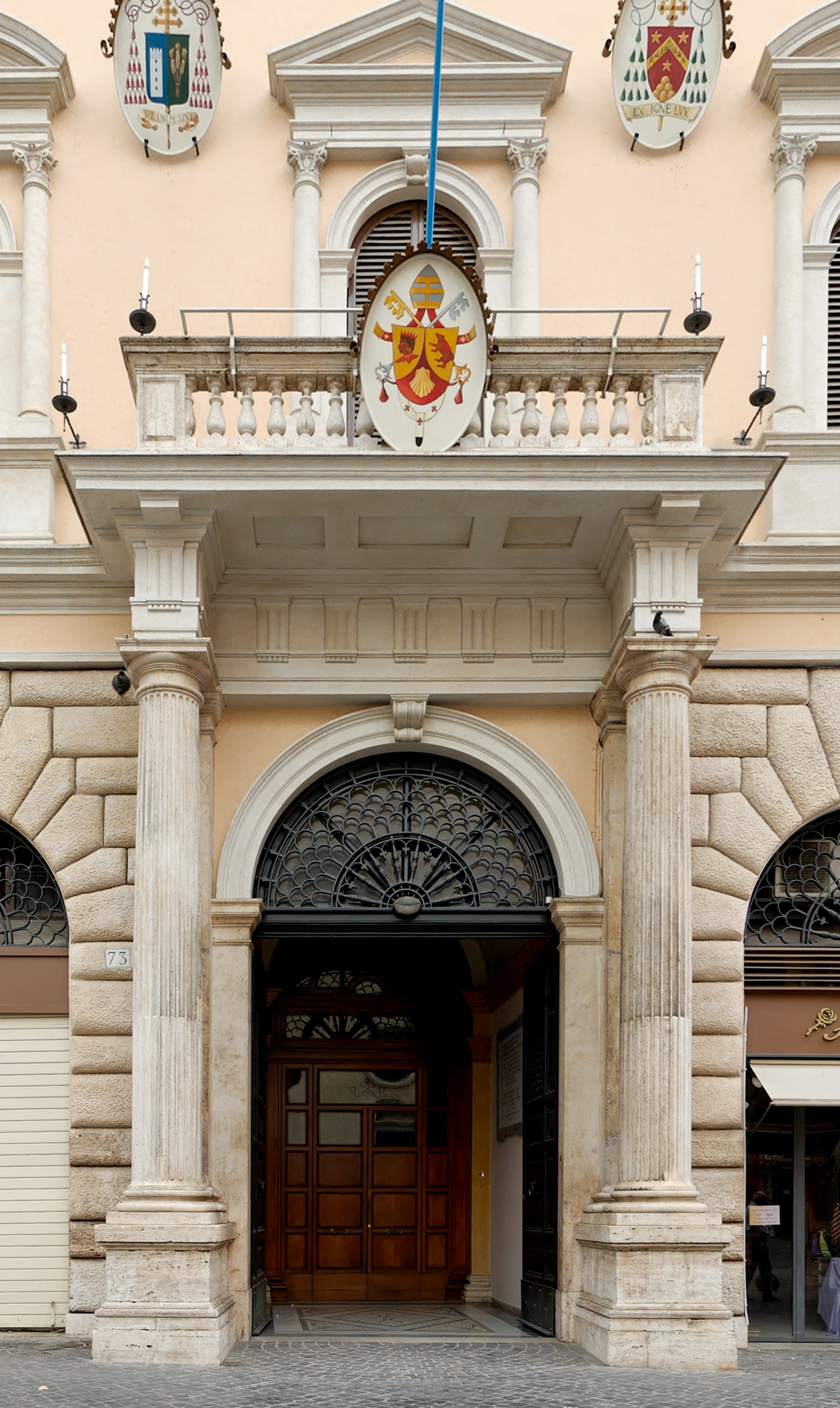
Entrada del palacio de la Academia Eclesiástica con el escudo del arzobispo Mullor (superior derecha).

El 11 de febrero de 2000 es nombrado presidente de la Academia Pontificia Eclesiástica en Roma, presentando su renuncia por edad, aceptada por el papa Benedicto XVI, el 13 de octubre de 2007.
El 23 de abril de 2009 fue nombrado miembro de la Congregación para las Causas de los Santos.

### Últimos años
Ya retirado de toda actividad pública, pasó sus últimos años entre Roma, donde residía en una residencia religiosa junto a la Via della Concilliazione, y un pequeño piso de verano junto a la playa del Zapillo, en Almería. Fue enterrado en la Catedral de Almería.